# Tritonia exsulans
Tritonia exsulans är en snäckart som beskrevs av Bergh 1894. Tritonia exsulans ingår i släktet Tritonia och familjen Tritoniidae. Inga underarter finns listade i Catalogue of Life.